# Junior (film)
Junior är en amerikansk komedifilm från 1994 med bland andra Arnold Schwarzenegger.

## Handling
Dr. Alex Hesse (Arnold Schwarzenegger) arbetar tillsammans med sin kollega (Danny DeVito) med ett fertilitetsprojekt - men de får inte testa sin drog på kvinnor. För att bevisa att deras projekt kan genomföras bestämmer Hesse för att själv bli gravid; han stjäl ett ägg från en kvinnlig kollega (Emma Thompson), befruktar det med sin egen sperma och sätter in det i sin bukhåla. Graviditeten och tillförandet av kvinnliga hormoner visar sig påverka Hesse på många sätt.

## Om filmen
Junior är regisserad av Ivan Reitman.

## Rollista (urval)
- Arnold Schwarzenegger - Dr. Alex Hesse
- Danny DeVito - Dr. Larry Arbogast
- Emma Thompson - Dr. Diana Reddin
- Frank Langella - Noah Banes